# Кузнецов, Евгений Михайлович
Евгений Михайлович Кузнецов (3 [15] января 1900 или 15 января 1900, Санкт-Петербург — 27 марта 1958, Москва) — советский теоретик и историк эстрадного и циркового искусства, театровед, театральный критик, драматург; заслуженный деятель искусств РСФСР (1939).

## Биография
Родился 3 января (15 января по новому стилю) 1900 года в Петербурге в семье хирурга, профессора Варшавского университета — Михаила Михайловича Кузнецова (1863—1913).
В 1918 году окончил Царскосельский лицей. Начинал свою деятельность как журналист и театральный рецензент. Работал сначала сотрудником, затем — заведующим отдела искусства «Красной газеты» (1920—1929). Был членом редколлегии журналов «Жизнь искусства» в 1920—1922 годах, «Театр» — в 1924—1926 годах и «Рабочий и театр» — в 1933 году.
Е. М. Кузнецов — один из создателей (совместно с Е. П. Гершуни и В. Я. Андреевым) Музея циркового искусства в Ленинграде в 1928 году. Также был художественным руководителем Экспериментальной мастерской по подготовке цирковых и эстрадных номеров (1930), художественным руководителем Ленинградского цирка (1933—1936 и 1944—1947). Работал заместителем управляющего по творческой работе Центрального управления государственными цирками (1941—1944 и 1947—1957). Один из организаторов и главный редактор журнала «Советский цирк» (с 1963 года — «Советская эстрада и цирк»).
Кузнецов выступал в периодической печати как критик: в журналах «Вестник театра», «Жизнь искусства», в газетах «Красная газета» и «Советское искусство». Был членом жюри и председателем многих конкурсов и фестивалей эстрады. Принимал участие в создании новых эстрадных номеров, собирал материалы по истории русской эстрады. Автор многих книг, освещающих историю советского и европейского цирков. Широко известна и переведена на иностранные языки его книга «Цирк».
Награждён орденом Трудового Красного Знамени (1939).

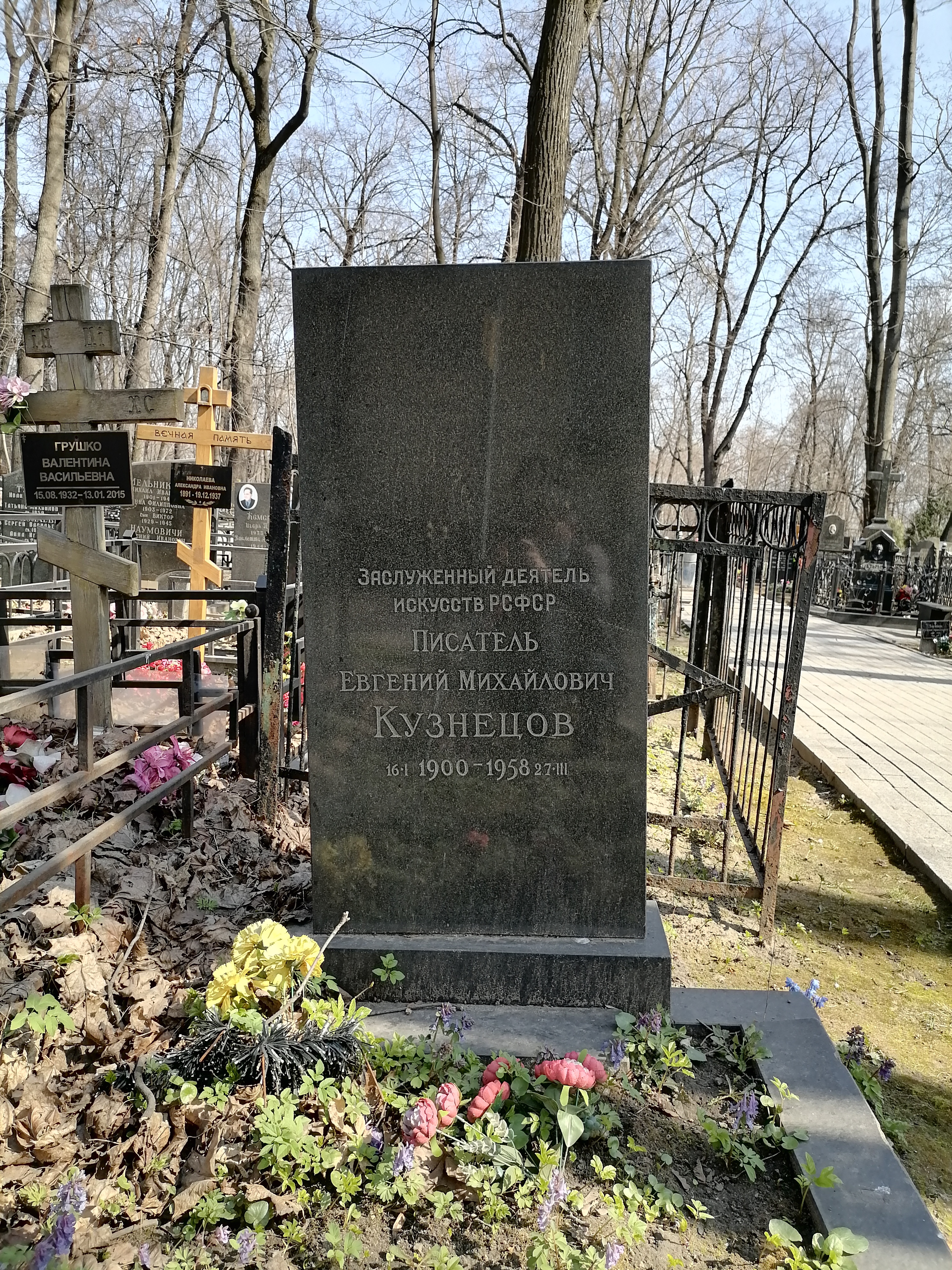

Умер 27 марта 1958 года в Москве. Похоронен на Пятницком кладбище (7 уч.).